# Hadano

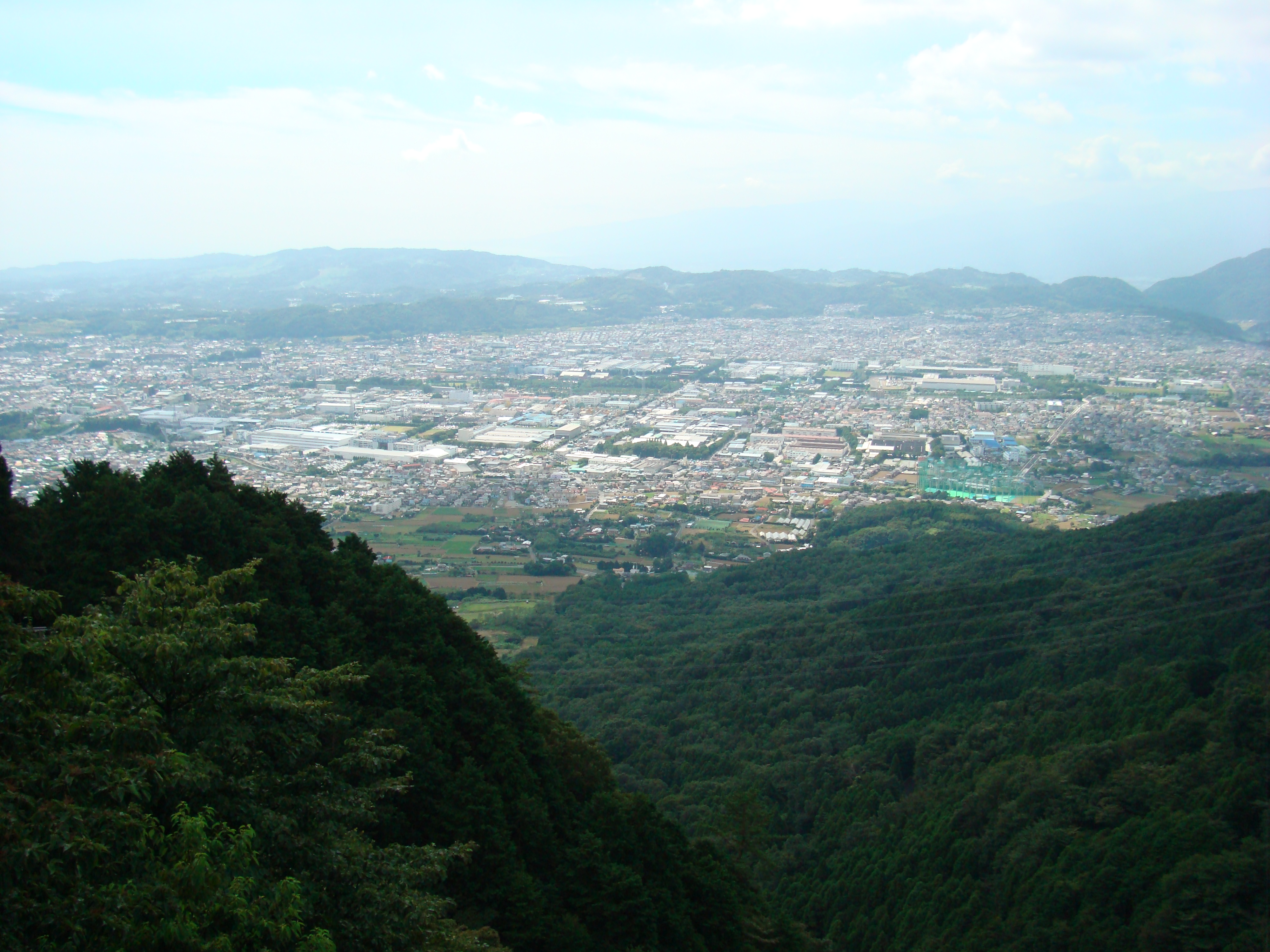
Hadano

Hadano (秦野市 Hadano-shi?) este un municipiu din Japonia, prefectura Kanagawa.